# 蔡茨边区

11世纪初的蔡茨边区（红色）。

蔡茨边区（德語：  Mark Zeitz) 是神圣罗马帝国的一个边区。965年，它于奥托一世皇帝在格罗一世死后分割格罗边区时产生的。它的首都是蔡茨，其第一个也是唯一一个藩侯是威格。982年，在里克达格的统治下，蔡茨边区、迈森边区与梅泽堡边区重新统一，从而暂时统一了除萨克森东部边区以外的所有南格罗边区土地。983年，蔡茨被索布人占领，边区领地落入斯拉夫人之手。尽管如此，在亨利二世皇帝统治期间，蔡茨边区以及后来卢萨蒂亚边区是迈森边区反复出现的一部分。